# The Supermen Lovers
The Supermen Lovers (рус. Любовники Суперменов) — сценическое имя французского электронного музыкального продюсера Гийома Атлана. После выхода его хита «Starlight» в 2001 году Атлан был номинирован на французскую премию Victoires de la Musique в 2002 году и на MTV Europe Music Awards 2001 как лучший артист из Франции.

## Биография
Атлан появился на свет в Париже, его мать трудилась социальным работником, а отец сочетал профессии врача и барабанщика в группе Mose. С восьми лет он начал изучать сольфеджио на фортепиано в консерватории Франсиса Пуленка и продолжал обучение в течение восьми лет. Его дебютный электронный альбом под названием «School» вышел на британском лейбле Cyclo в сотрудничестве со Стефаном Бежаном-Лебенсоном. Заглавная композиция «Ain't no Love» была ремиксирована Ларри Хердом в 1999 году.
В том же году Атлан учредил свой первый лейбл Lafessé Records и начал выпускать хаус-музыку под именем Stan de Mareuil. В 2000 году он запустил проект «The Supermen Lovers», вдохновленный треком Johnny Guitar Watson «Superman Lover». После выхода сингла «Marathon Man» он создал композицию Starlight, в которой приняла участие Мани Хоффман. Атлан выпустил свой первый альбом The Player на BMG в 2001 году, и сингл «Starlight» стал успешным в чартах во многих странах.
Атлан продолжил работу, выпустив второй альбом, Boys in the Wood, в конце 2004 года, а затем в 2011 году его третий альбом Between the Ages был высоко оценен критиками.

## Дискография

### Студийные альбомы
- The Player (2002)
- Boys in the Wood (2004)
- Between the Ages (2011)
- Alterations (2014)
- Body Double (2022)

### EP
- Underground Disco EP (2001)
- Ultimate Disco EP (2001)
- Fantasia Disco EP (2003)
- Noctus Delectatum EP (2003)
- Material Disco EP (2004)
- Foundation Disco EP (2011)
- Fantasma Disco EP (2012)
- Absolute Disco EP (2016)
- Walking on the Moon EP (2017)
- Clock Sucker EP (2018)
- Requiem for a B…. (2021)

### Синглы
- "Starlight" (2001)
- "Diamonds for Her" (2002)
- "Hard Stuff (Get Your Ticket for a Ride)" (2002)
- "Born to Love You" (2004)
- "Bus Stop" (2005)
- "Under Pressure" (2005)
- "Take a Chance" (2010)
- "C'est Bon" (2011)
- "We Got That Booty" (2012)
- "Moments" (2013)
- "It's OK!" (2016)
- "Walking on the Moon" (2017)
- "Clock Sucker" (2018)
- "Eyes on You" featuring Scarlett Quinn (2018)
- "Pigeon" (2020)
- "My Only" (2022)